# Hugh Dillon
Pour les articles homonymes, voir Dillon.
Hugh Dillon est un acteur canadien, né le 31 mai 1963 à Kingston (Ontario).

## Biographie
Dillon a obtenu son premier grand rôle dans le film Dance Me Outside en 1995. Il a ensuite fait quelques apparitions dans des séries telles que Les Années collège (Degrassi), Degrassi : La Nouvelle Génération, ReGenesis ou encore Eleventh hour.
Son interprétation de Mike Sweeney dans la série Durham County lui a valu une nomination au prix Gemini du meilleur acteur.
Côté musical, il a été le chanteur du groupe The Headstones de 1987 à 2003, rencontrant un certain succès durant les années 1990. Il a ensuite créé son propre groupe, The Hugh Dillon Redemption Choir avant de sortir son premier album solo en 2009. Il produit également le groupe canadien The Rubbers et a composé de nombreuses musiques pour des téléfilms.

## Filmographie
- 1995 : Prince for a Day (TV) :
- 1995 : Dance Me Outside : Clarence Gaskill
- 1995 : Curtis's Charm : Spitting White Trash Thug
- 1996 : Hard Core Logo : Joe Dick
- 1999 : Johnny : Dell and Alice's Dad
- 2002 : Lone Hero (en) : King
- 2002-2003 : Degrassi : La Nouvelle Génération (Degrassi: The Next Generation) (série télévisée) : Albert Manning
- 2004 : Down to the Bone : Bob
- 2004 : Ginger Snaps : Aux origines du mal (Ginger Snaps Back: The Beginning) : révérend Gilbert
- 2004 : The Love Crimes of Gillian Guess (TV) : Bobby Tomahawk
- 2004 : Le Bonnet de laine (The Wool Cap) (TV) : Leather Jacket
- 2005 : ReGenesis (série télévisée) : Danny Dexter
- 2005 : Assaut sur le central 13 (Assault on Precinct 13) : Tony
- 2005 : Our Fathers (TV) : Johnny DeFranco
- 2006 : Hope and a Little Sugar (en) : ouvrier du bar
- 2006 : Trailer Park Boys: The Movie (en) : Sonny
- 2007 : Durham County (série télévisée) : Mike Sweeney
- 2008–2012 : Flashpoint (série télévisée) : Ed Lane
- 2008 : Surveillance : le père
- 2008 : Le Poids des souvenirs (Murder on Her Mind) (TV) : Vincent Nichol
- 2009 : Left 4 Dead 2 (jeu vidéo) : Nick (voix)
- 2013 : Continuum : M. Escher / Mark Sadler
- 2013 : The Killing : Francis Becker
- 2015–2017 : X Company (série télévisée) : Duncan Sinclair
- 2017 : The Expanse : Lt. Sutton
- 2017 : Twin Peaks (saison 3) : Tom Paige
- 2017 : Wind River de Taylor Sheridan : Curtis
- 2017 : The Humanity Bureau de Rob King : Adam Westinghouse
- 2018 : I Still See You de Scott Speer : Mathison
- 2018-2021 : Yellowstone : Sheriff Donnie Haskell
- 2021 : Mayor of Kingstown : Lieutenant Ian Ferguson (également cocréateur de la série)